# Fàbriques al carrer Sant Joan 43 i 45 d'Alcoi
Les fàbriques al carrer Sant Joan 43 i 45, situades a Alcoi (l'Alcoià), País Valencià, són dos edificis industrials d'estil modernista valencià construïts l'any 1915, que van ser projectats per l'arquitecte Timoteo Briet Montaud.
Ambdues fàbriques són obra de l'arquitecte contestà Timoteo Briet Montaud en 1915.
La fàbrica del número 43 albergava un taller de litografia. Destaca l'ordre vertical en les altures. Tal com va executar el mateix arquitecte la façana de la Subestació d'Hidroelèctrica d'Alcoi, els buits estan units per un arc. La decoració conté algun detall d'ornamentació de tipus geomètric d'influència Sezession. L'edifici es va ampliar l'any 1920.
La fàbrica situada en el número 45 va ser construïda també per Timoteo Briet i ideada per albergar un magatzem l'any 1915. L'edifici consta de planta baixa i tres altures. En la façana destaquen en la segona altura els seus finestrals dividits en cinc buits i en la tercera altura igualment els seus finestrals en buit tripartit. És reseñable la decoració de la porta principal treballada en ferro. L'edifici es va ampliar l'any 1921.